# Guldbaggegalan 2013
Guldbaggegalan 2013 var den 48:e Guldbaggegalan och hölls på Cirkus i Stockholm den 21 januari 2013 med Babben Larsson som konferencier. Guldbaggegalan TV-sändes direkt i SVT.

## Juryn
Genom diskussioner utser vinnarjuryn Guldbaggevinnaren bland de tre nominerade i alla priskategorier, utom Hedersguldbaggen som utses direkt av Svenska Filminstitutets styrelse. Juryn bestod detta år av Jannike Åhlund (ordförande), Anna Carlson, (skådespelare, ordförande i Teaterförbundet), Bengt Forslund (producent, författare), Anna Croneman (producent), Klaus Härö (regissör), Farnaz Arbabi (regissör, dramatiker), Matti Bye (musiker, kompositör), Sylvia Ingemarsdotter (filmklippare) och Marcus Lindeen (regissör, dramatiker).

## Vinnare och nominerade
| Bästa film | Bästa regi |
| --- | --- |

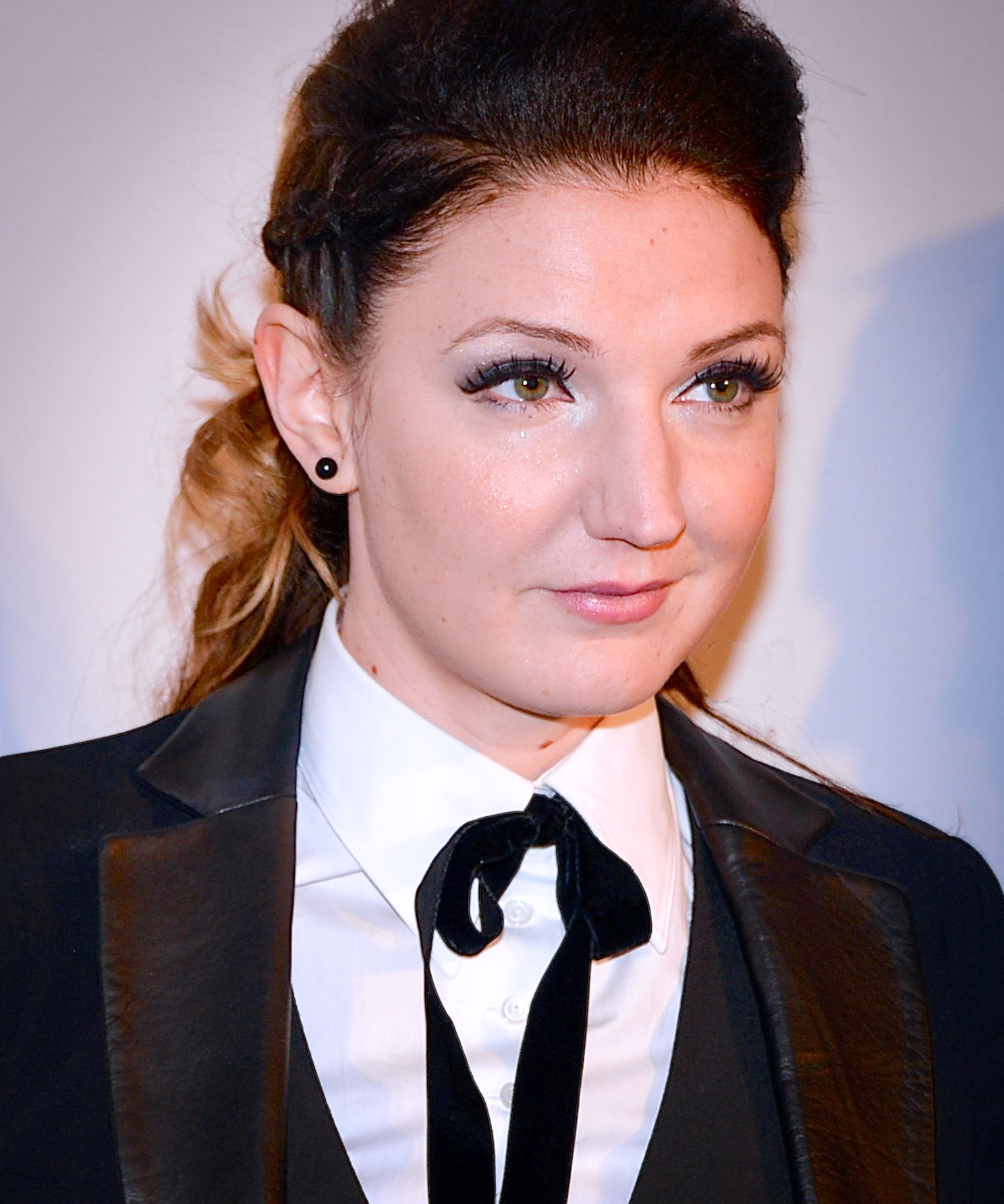
Gabriela Pichler,
Bästa regi och bästa manuskript

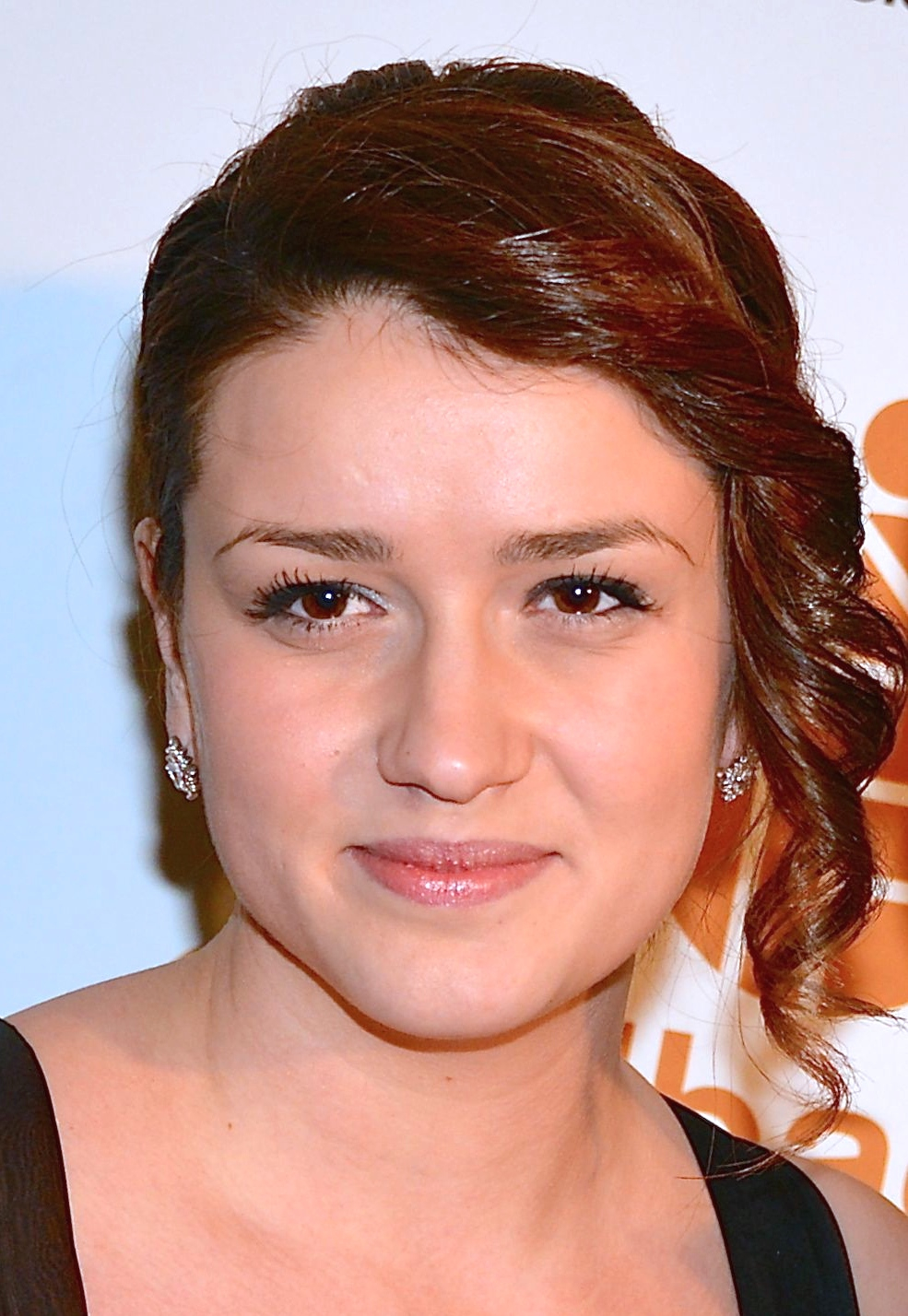
Nermina Lukac,
Bästa kvinnliga huvudroll

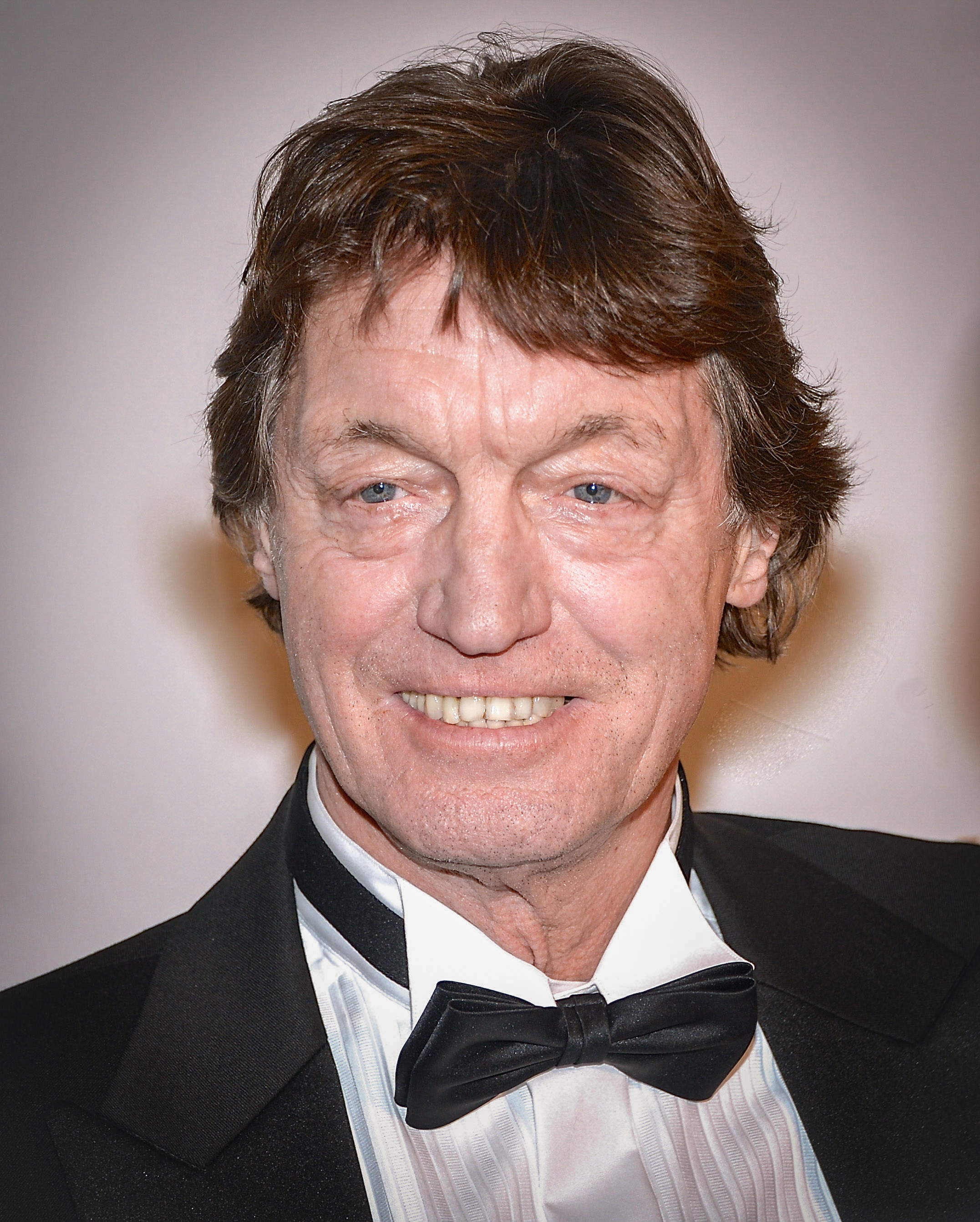
Johannes Brost,
Bästa manliga huvudroll

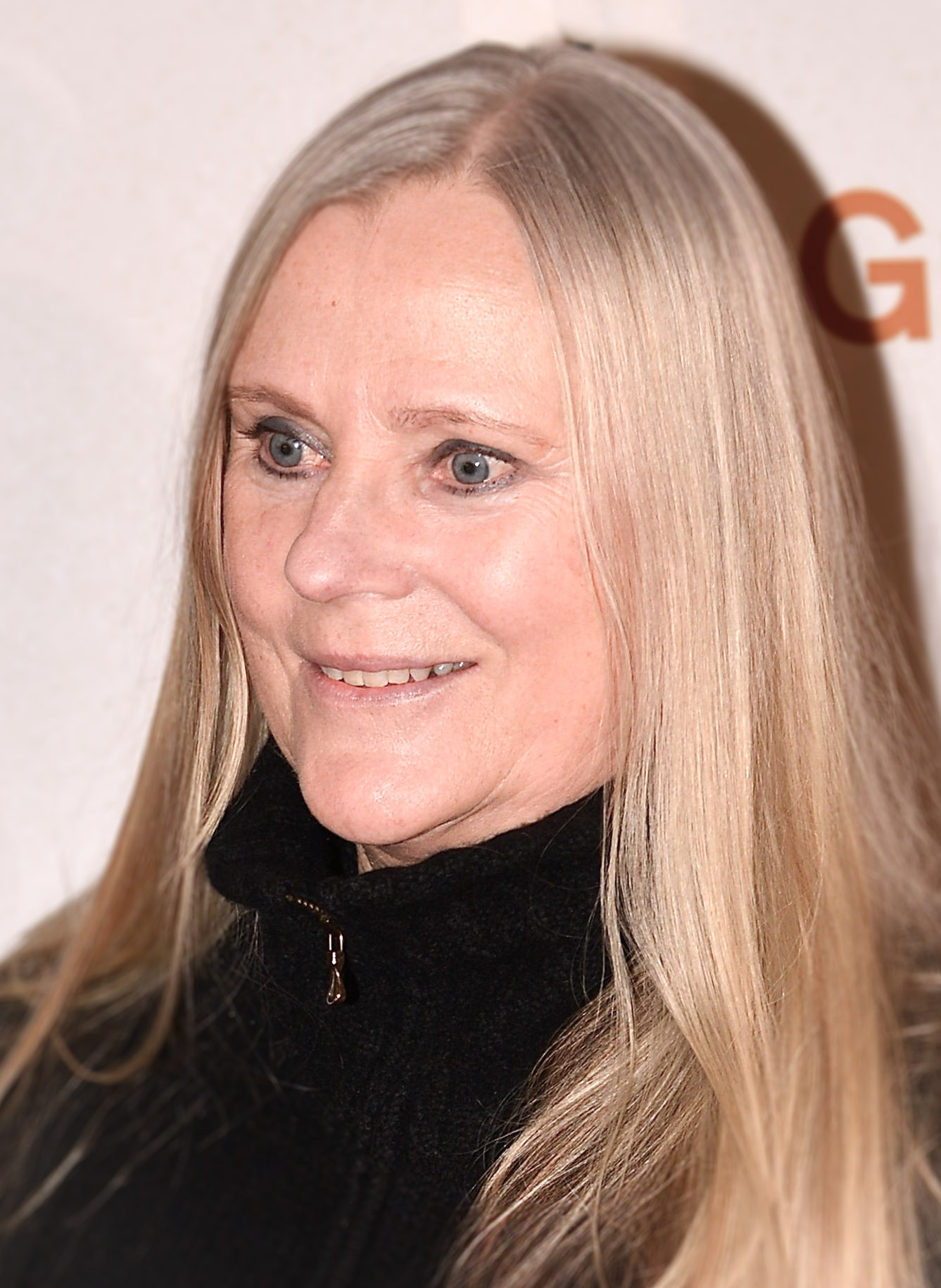
Ulla Skoog,
Bästa kvinnliga biroll

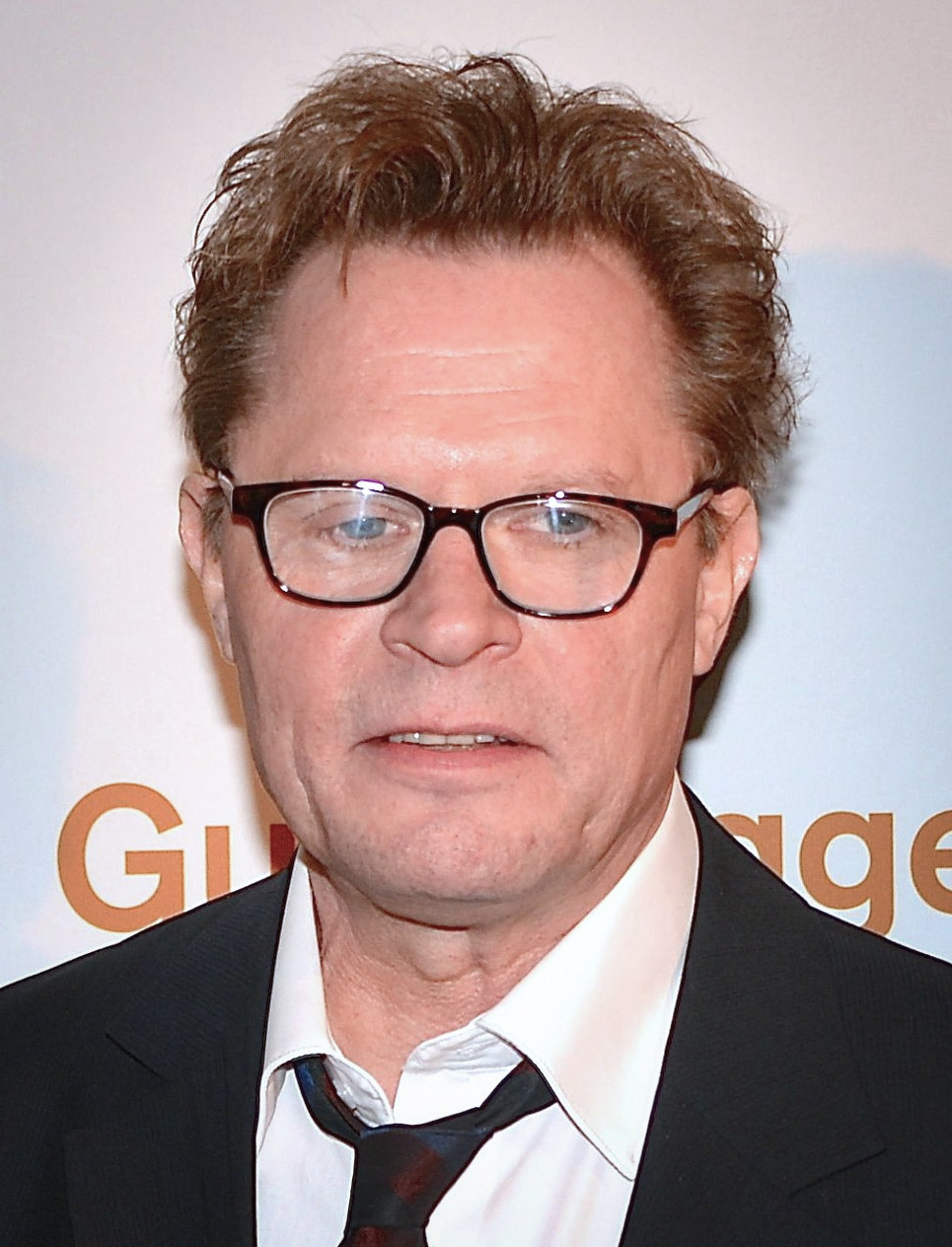
Peter Carlberg,
Bästa manliga biroll

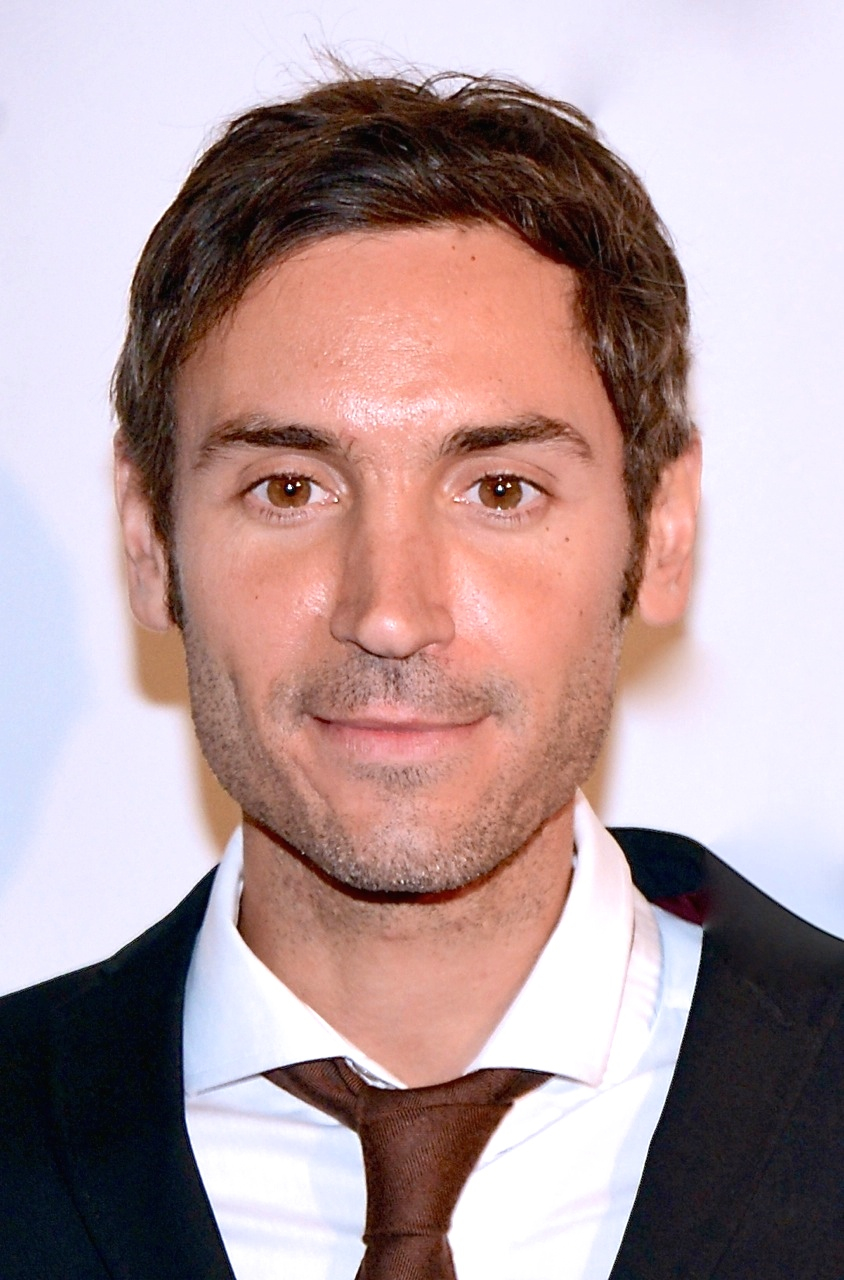
Malik Bendjelloul,
Bästa dokumentärfilm

| - Äta sova dö – China Åhlander - Searching for Sugar Man – Malik Bendjelloul och Simon Chinn - Call Girl – Mimmi Spång              | - Gabriela Pichler - Äta sova dö - Mikael Marcimain - Call Girl - Jan Troell - Dom över död man                                                                 |
| Bästa kvinnliga huvudroll | Bästa manliga huvudroll |
| - Nermina Lukac - Äta sova dö - Pernilla August - Call Girl - Linda Molin - Bitchkram                                               | - Johannes Brost - Avalon - Bengt C.W. Carlsson - Lycka till och ta hand om varandra - Matias Varela - Snabba Cash II                                           |
| Bästa kvinnliga biroll | Bästa manliga biroll |
| - Ulla Skoog - Dom över död man - Leonore Ekstrand - Avalon - Yohanna Idha - Katinkas kalas                                         | - Peter Carlberg - Avalon - Milan Dragišić - Äta sova dö - Fares Fares - Snabba Cash II                                                                         |
| Bästa manuskript | Bästa foto |
| - Gabriela Pichler – Äta sova dö - Malik Bendjelloul – Searching for Sugar Man - Marietta von Hausswolff von Baumgarten – Call Girl | - Hoyte van Hoytema – Call Girl - Jan Troell och Mischa Gavrjusjov – Dom över död man - Måns Månsson – Avalon                                                   |
| Bästa dokumentärfilm | Bästa kortfilm |
| - Searching for Sugar Man – Malik Bendjelloul - Palme – Maud Nycander och Kristina Lindström - Pojktanten – Ester Martin Bergsmark  | - Dance Music Now – Johan Jonason - Fotografen – Vanja Sandell Billström - Gläntan – Peter Grönlund                                                             |
| Bästa utländska film | Bästa klippning |
| - Amour – Michael Haneke (Frankrike) - Laurence Anyways – Xavier Dolan (Kanada) - Moonrise Kingdom – Wes Anderson (USA)             | - Andreas Jonsson, Niels Pagh Andersen och Hanna Lejonqvist – Palme - Kristofer Nordin – Call Girl - Malik Bendjelloul – Searching for Sugar Man                |
| Bästa scenografi | Bästa musik |
| - Lina Nordqvist – Call Girl - Sandra Lindgren – Bitchkram - Peter Bävman och Pernilla Olsson – Dom över död man                    | - Benny Andersson – Palme - Malik Bendjelloul och Sixto Rodriguez – Searching for Sugar Man - Andreas Unge och Johan Söderqvist – El Medico - The Cubaton story |
| Bästa mask/smink | Bästa ljud |
| - Jenny Fred – Snabba Cash II - Eros Codinas – Call Girl - Maria Strid Zackrisson – Dom över död man                                | - Petter Fladeby och Per Nyström – Call Girl - Jonas Jansson – Snabba Cash II - Malik Bendjelloul och Per Nyström – Searching for Sugar Man                     |
| Bästa kostym | Bästa visuella effekter |
| - Cilla Rörby – Call Girl - Katja Watkins – Dom över död man - Jaana Fomin – Mammas pojkar                                          | - Andreas Hylander – Isdraken - Tim Morris – Call Girl - Torbjörn Olsson – Hamilton - I nationens intresse                                                      |
| Gullspira | Biopublikens pris |
| - Ella Lemhagen, regissör | - Sune i Grekland - All inclusive - Hamilton - I nationens intresse - En gång i Phuket                                                                          |
| Hedersguldbaggen | |
| - Hans Alfredson, filmskapare och skådespelare                                                                                      | |

### Filmer med fler nomineringar
Av de svenska långfilmer som hade premiär 2012 fördelade sig nomineringarna som följer:
- 11 nomineringar – Call Girl
- 6 nomineringar – Dom över död man, Searching for Sugar Man
- 5 nomineringar – Äta sova dö
- 4 nomineringar – Avalon, Snabba Cash II
- 3 nomineringar – Palme
- 2 nomineringar – Bitchkram, Hamilton – I nationens intresse

### Filmer med flera vinster
- 4 vinster – Call Girl, Äta sova dö
- 2 vinster – Avalon, Palme